# Leon Plater
Leon Plater herbu własnego Plater (ur. 15 lutego 1836 w Kombuļi, zm. 8 czerwca 1863 w Dyneburgu) – hrabia, uczestnik powstania styczniowego. Prawnuk hrabiego Konstantego Ludwika Broel-Platera.

## Życiorys
8 czerwca 1863 rozstrzelany przy twierdzy dyneburskiej za to, że jak zaświadczają materiały sądowe tłumaczone przez Studnickiego, pierwszy podniósł sztandar powstania w gub. Witebskiej (...). Uzbroił 5 ludzi (częściowo szlachtę, częściowo służących) i wraz z nimi wziął udział w dniu 25 maja w udanym napadzie na transport broni, po którym jednak został ujęty przez uzbrojone chłopstwo. W przesłuchaniach przypisał sobie całą winę za organizację napadu i kierowanie nim, chroniąc rzeczywistego organizatora i dowódcę, Zygmunta Bujnickiego. Kiedy ten dowiedział się o tym (pozostając na wolności), przesłał przez swoją żonę list do komisji sądowej, w którym przyznawał się do swojej roli. Jego zeznanie nie zostało jednak wzięte pod uwagę, podobnie jak zeznania świadków, zaprzeczających temu, by to hrabia Plater dowodził oddziałem.

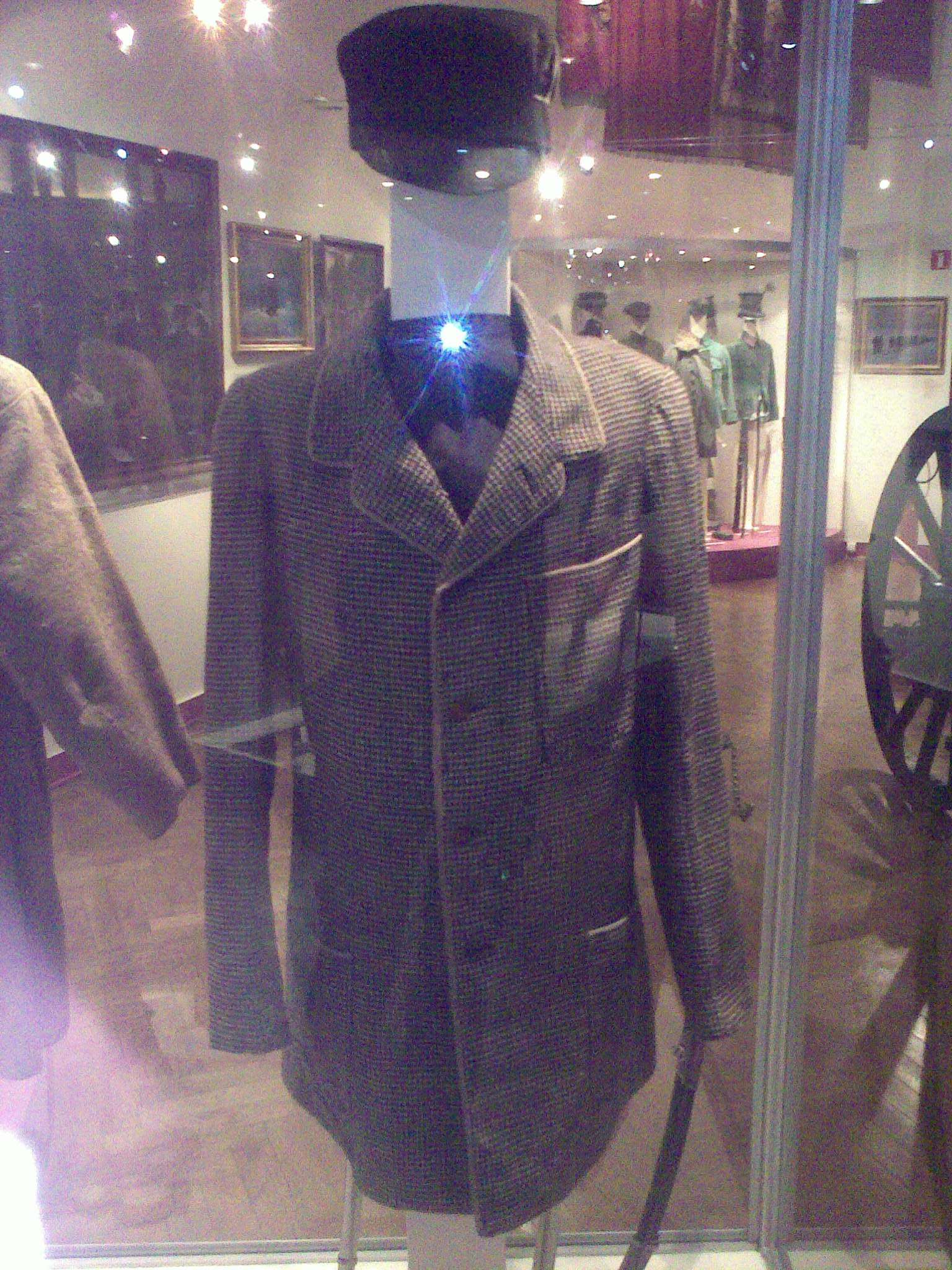
Ubranie Leona Platera, w którym prowadzono go na rozstrzelanie, w zbiorach Muzeum Wojska Polskiego w Warszawie

 Zwłoki rozstrzelanego pochowano na miejscu kaźni i zgodnie ze zwyczajem, mogiłę stratowano. Pod osłoną nocy ciało jednak wykopano i przewieziono w inne miejsce. Pomimo listów matki zmarłego, kierowanych nawet i do cesarzowej, ciała syna jej nie wydano i spoczywa ono w miejscu nieznanym.